# Дженни, Мэтт
Мэттью «Мэтт» Дженни (англ. Matthew "Matt" Janney) — британский игрок в регби, выступает за команду Оксфордского университета и сборную Грузии по регби-7. Он англичанин с грузинскими корнями, изучал русский язык в колледже Ориел, Оксфорд.
В составе университетской команды Дженни был победителем матчей между университетами Оксфорда и Кембриджа в 2011 году, 2013, 2014 и 2015.
В 2013 году проходил стажировку в Ярославском Университете и играл за ярославский клуб Флагман, выступающий в Федеральной лиге.

## Личная жизнь
С начала 2014 года по ноябрь 2014 года Мэтт Дженни встречался с британской актрисой Эммой Уотсон, из-за плотного графика актрисы пара приняла решение расстаться.